# Hardesby
Hardesby (dänisch Harresby) ist ein Ortsteil der Gemeinde Sörup.

## Lage
Das Streudorf Hardesby befindet sich drei Kilometer nördlich vom Ort Sörup entfernt. Es liegt an der Kappelner Straße, die vom westlich gelegenen Dorf Husbyholz kommt. Die vom Dorf Hardesby nach Norden führende Lutzhöfter Straße führt zum benachbarten Lutzhöft, das zur Gemeinde Grundhof gehört. In direkter östlicher Nachbarschaft zum Dorf liegt Schwensby. Die östlich gelegenen Häuser an der Kappelner Straße bis zur Straße Tannenlück und inklusive dieser gehören noch zu Hardesby. An der nach Süden verlaufende Hardesbyer Straße liegt etwas abseits vom Dorf der Bereich Hardesbyhof (beziehungsweise dänisch: Harresbygaard) (Lage). Die Hardesbyer Straße endet an einer Kreuzung, von der nach Westen die Dorfstraße Winderatt abzweigt. Nach Süden verläuft von der Kreuzung aus die Dorfstraße Sörupmühle weiter.
Zu Hardesby gehörende Feldbereiche werden offenbar seltener auch Hardesbyfeld (dänisch: Harresbymark) genannt. Dreihundert Meter westlich von Hardesby liegt die Hölzung Krähenholz (dänisch: Harresbyskov) (Lage). Ungefähr ein Kilometer westlich vom eigentlichen Dorfbereich entfernt, befindet sich der Winderatter See. Das Ostufer des Sees ist noch Teil des Hardesbyer Gebietes. Bei Hardesby-Kreuzung und Hardesby-Tannenlück befinden sich die Bushaltestellen des Dorfes, an welchen die Autokraftlinie 1601 von Flensburg nach Neukirchen hält.

## Hintergrund
Aufgefundene Flintabschläge, Flintklingen, Flintdolche sowie Flintbeile zeugen von prähistorische Siedlungsaktivitäten auf dem Hardesbyer Gebiet.
Einer Sage nach soll nordöstlich vom Winteratter See auf Hardebyer Gebiet, am Rande der dortigen Wiesen, eine Burg auf dem sogenannten „Schlossplatz“ gestanden haben (Lage). Der besagte Hardesbyer Schlossplatz dient heutzutage als Ackerland. Diese mit „Alt-Seegaard“ in Zusammenhang gebrachte Hardebyer Burg wurde vom Heimatforscher und Prähistoriker Jakob Röschmann als „Sagenburg“ eingestuft.
Der Kartograf Johannes Mejer verzeichnete Hardesby 1665 auf einer Landkarte. Auch auf der Karte der dänischen Landesaufnahme von 1857/1858 ist der Ort zu finden. Auf der Gebietskarte der Preußischen Landesaufnahme um 1879, auf welcher Husby und Umgebung dargestellt wurde, war Hardesby schon sehr detailliert eingezeichnet. Im Jahr 1961 lebten 245 und 1970 223 Menschen in der Gemeinde Hardesby. Am 15. Februar 1970 wurde die selbständige Gemeinde Hardesby nach Sörup eingemeindet. Hardesby hat mit dem benachbarten Schwensby zusammen die Freiwillige Feuerwehr Hardesby-Schwensby.